# Presidium van het Centraal Comité van de Joegoslavische Communistenbond

Embleem van de SKJ

Het Presidium van het Centraal Comité van de Joegoslavische Communistenbond (Servo-Kroatisch: Председништво ЦК СКЈ / Predsjedništvo CK SKJ; Macedonisch: Претседателство на ЦК СКЈ; Sloveens: Predsedstvo CK ZKJ) was het in praktijk machtigste orgaan binnen de Joegoslavische Communistenbond (SKJ). Tot 1966 stond het Presidium bekend onder de naam Politbureau. Theoretisch gezien was het Presidium ondergeschikt aan het Centraal Comité van de SKJ maar aangezien dit laatste orgaan slechts enkele malen per jaar vergaderde, kwam het dagelijks bestuur in handen te liggen van het u Presidium dat veel frequenter bijeenkwam. 
Het Presidium werd gedeeltelijk gekozen uit het midden van het Centraal Comité van de SKJ, maar ook uit de centrale comités van de communistenbonden van de deelrepublieken en autonome provincies. Daarnaast hadden ook vertegenwoordigers van de Organisatie van de Communistenbond binnen het Joegoslavische Volksleger zitting in het Presidium. Tot 1978 jaar kende het Presidium ook nog een Uitvoerend Bureau dat was samengesteld uit de belangrijkste leden van het Presidium. Het laatste Presidium dat bestond van 1986 tot 1990 telde 23 leden: voor elk van de zes deelrepublieken 2 leden; voor de autonome provincies Kosovo en Vojvodina elk één lid; aangevuld met de voorzitters van de communistenbonden van de deelrepublieken en autonome provincies (8) en een lid van de Organisatie van de Communistenbond van het Joegoslavische Volksleger. Het voorzitterschap van het Presidium rouleerde (sinds 1980) jaarlijks onder de leden. 